# Juan Martín Díez

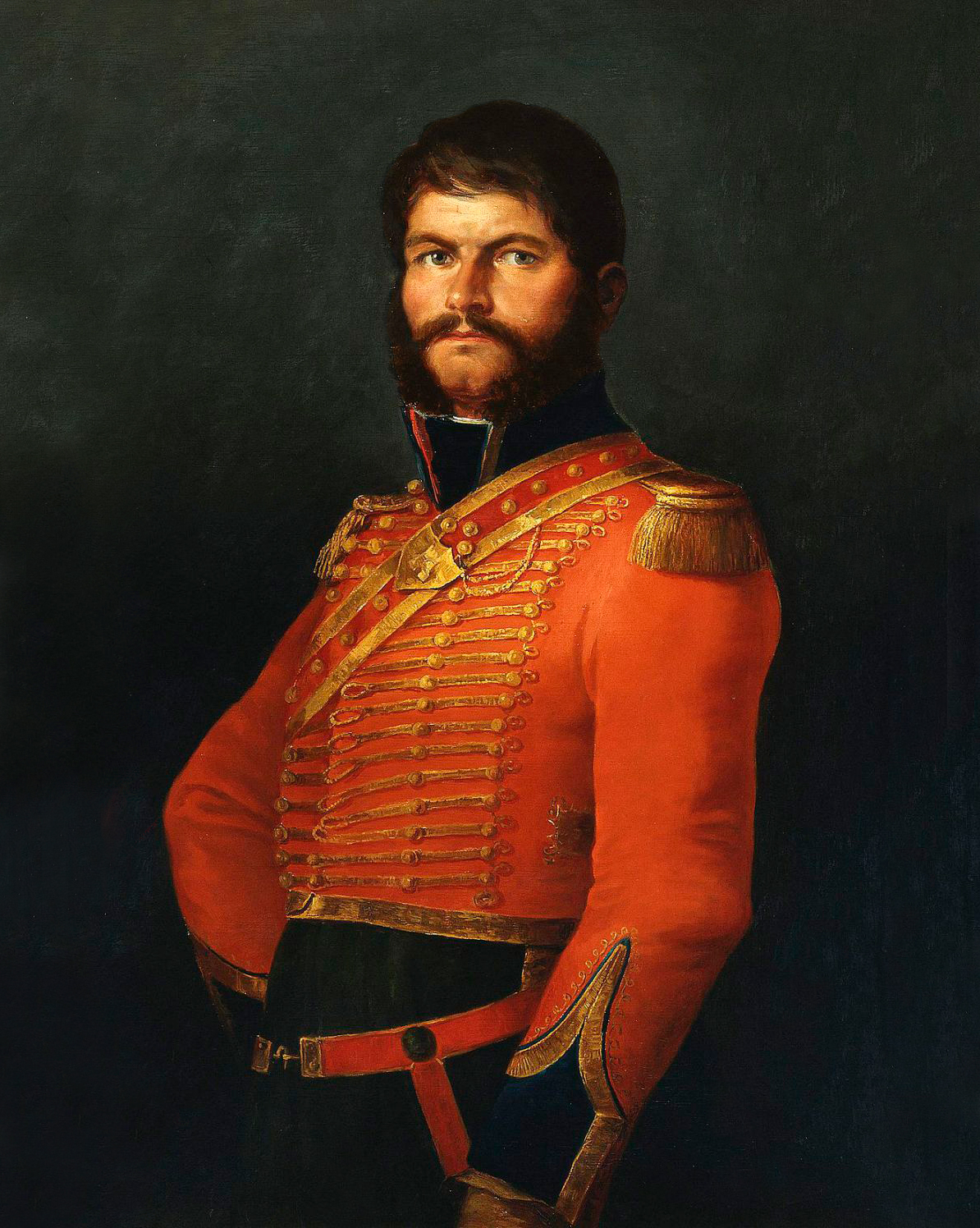
Juan Martín Díaz, El Empecinado, Gemälde von Salvador Martínez Cubells (früher fälschlicherweise Francisco de Goya zugeschrieben)

Juan Martín Díez, genannt El Empecinado (spanisch für Der Hartnäckige) (* 2. September 1775 in Castrillo de Duero, Provinz Valladolid; † 19. August 1825 in Roa), war ein spanischer Widerstandskämpfer und Guerillaführer während der Napoleonischen Kriege auf der Iberischen Halbinsel.

## Leben
Juan Martín Díez wurde als Sohn eines einigermaßen wohlhabenden Bauern geboren, weshalb er die örtliche Schule besuchen und Lesen und Schreiben lernen konnte.
Bereits im Ersten Koalitionskrieg kämpfte Díez von 1793 bis 1795 – zu Beginn 18 Jahre alt – zwei Jahre lang im Roussillon in den Pyrenäen gegen die Franzosen.
Nach seiner Rückkehr aus dem Krieg heiratete er 1796 Catalina de la Fuente aus Fuentecén. Das Paar lebte in der Heimatstadt seiner Frau. Die Ehe blieb kinderlos, jedoch hatte Juan Martín Kinder mit anderen Frauen.
Nach der teilweisen Besetzung Spaniens durch französische Truppen scharte Díez eine Gruppe von Gleichgesinnten um sich, um bewaffneten Widerstand zu leisten. Dabei führte er seine ersten Aktionen noch vor dem Beginn des eigentlichen Volksaufstandes am 2. Mai 1808 durch. Anfänglich bestand seine Gruppe aus 12 Reitern, mit denen er vor allem Kuriere und Nachschubkonvois überfiel. Im November 1809 war seine Streitmacht bereits auf 500 Mann angewachsen, davon 300 Berittene. Nach drei Jahren waren es schon 6000 Mann. Unter seinen Gefolgsleuten befanden sich auch mehrere seiner Brüder.
Bei seinen Unternehmungen konnte Díez sich auf die breite Unterstützung durch die örtliche Bevölkerung verlassen. Außerdem erhielt er von dem britischen General John Moore Geld für den Ankauf von Pferden. Dazu kamen die von den Franzosen erbeuteten Waffen und Versorgungsgüter.
Im April 1809 ernannte ihn die Junta Suprema Central zum Leutnant der Kavallerie.
Zunächst konzentrierten sich Díez’ Unternehmungen auf seine Heimatregion an der Verbindungsroute zwischen Burgos und Madrid. Etwas später dehnte er seine Operationen auf das Gebiet um den Duero und die Sierra de Gredos aus, dann auf die Provinz Cuenca. Im Spätsommer 1809 zog er – auf Bitten der dortigen Junta – in die Provinz Guadalajara nordöstlich von Madrid weiter, um sie vor Feinden zu schützen, die plünderten und Kontributionen einforderten.

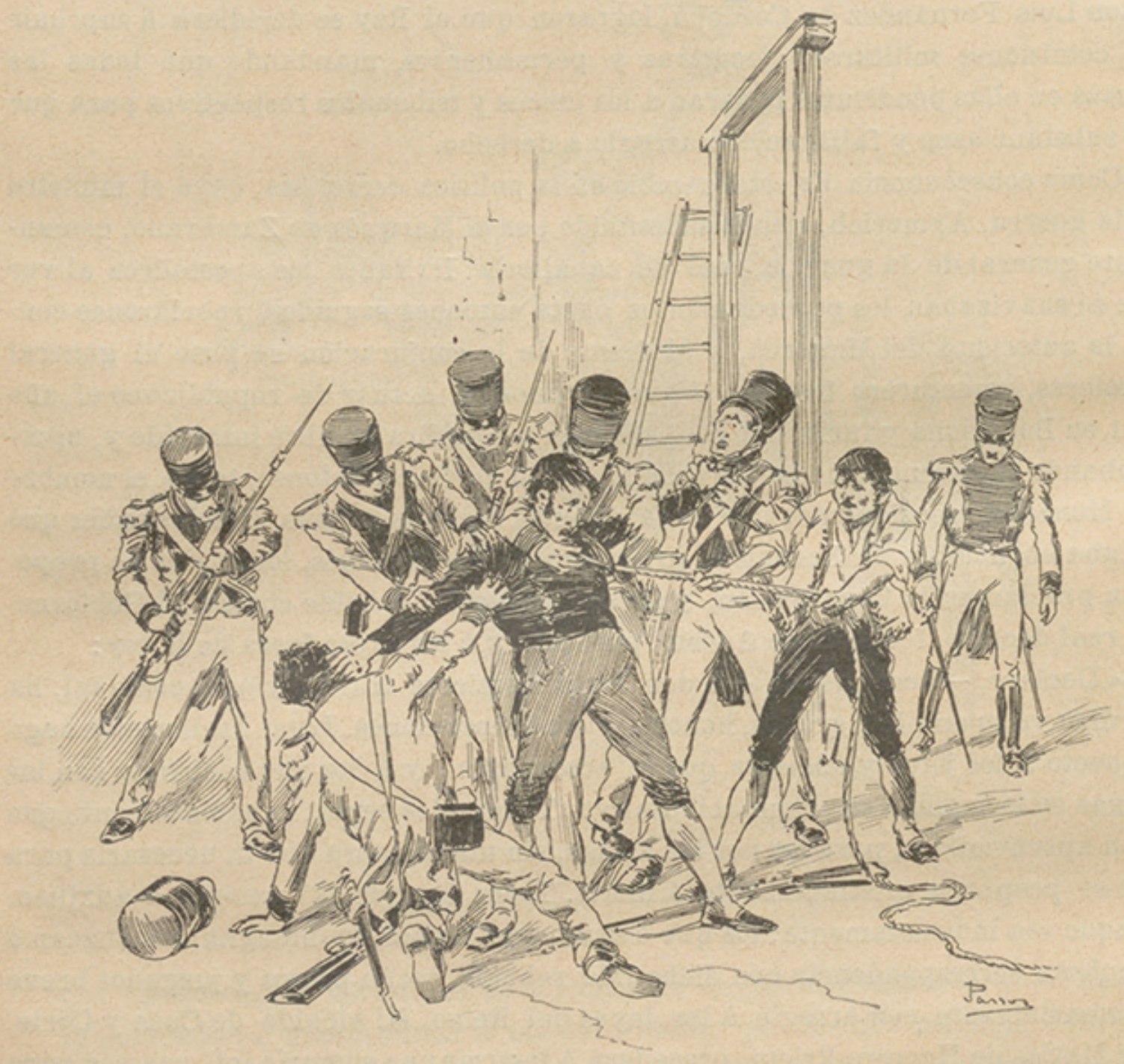
Hinrichtung von El Empecinado, Zeichnung von José Passos

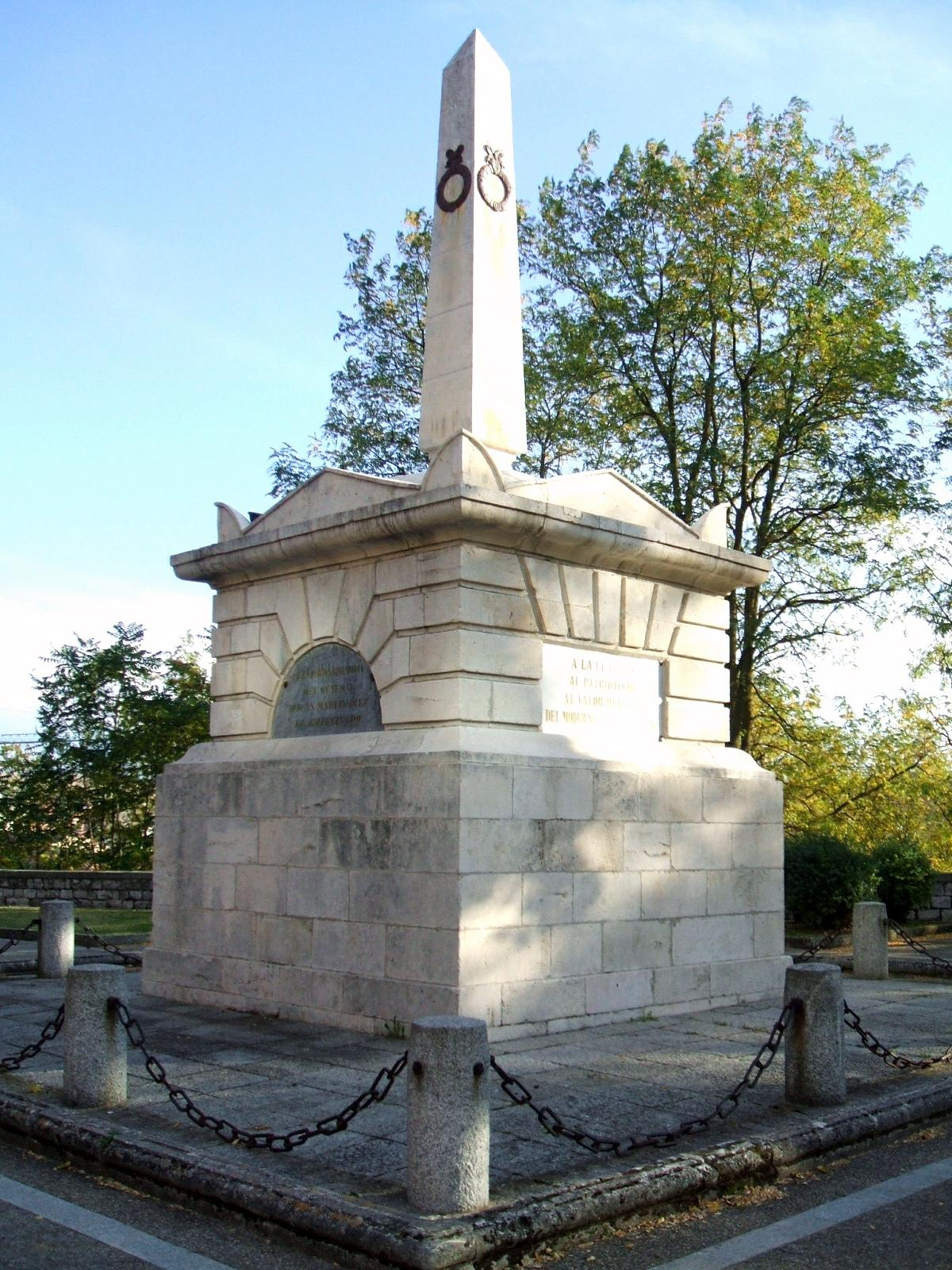
Mausoleum von El Empecinado in Burgos

Die Überfälle auf die französischen Verbindungen nahmen ein solches Ausmaß an, dass Joseph Bonaparte, der am 6. Juni 1808 von seinem Bruder Napoleon Bonaparte als König von Spanien eingesetzt worden war, seinen General Joseph Léopold Sigisbert Hugo (den Vater des Schriftstellers Victor Hugo) mit der Bekämpfung von El Empecinado beauftragte. Hugo hatte bereits 1806 Erfahrung im Kampf gegen Partisanen sammeln können, als er in Italien nach einem mehrwöchigen Katz-und-Maus-Spiel den Briganten Fra Diavolo festnehmen konnte.
Der Krieg wurde von beiden Seiten mit großer Härte geführt. Die dabei verübten Grausamkeiten inspirierten den Maler Francisco de Goya zu seinem Bilderzyklus Desastres de la Guerra (spanisch für Die Schrecken des Krieges).
General Hugo zollte Juan Martín Díez für seine militärischen Fähigkeiten großen Respekt. Ein Versuch Hugos, Díez auf die Seite der Bonapartisten zu ziehen, schlug fehl. Hugo ließ sogar die Mutter und andere Verwandte von El Empecinado gefangen nehmen. Dieser ließ sich davon aber nicht einschüchtern und drohte seinerseits mit der Hinrichtung von hundert französischen Gefangenen. Schließlich ließ Hugo die Geiseln wieder frei.
Im Frühjahr 1811 boten die Franzosen insgesamt 11.000 Mann unter der Führung von General Augustin-Daniel Belliard auf, um El Empecinado endlich zu stellen. Auch General Hugo war an der Operation beteiligt. Die dreiwöchige Unternehmung wurde für die Besatzer zum Desaster. Es gelang Díez nicht nur, seine Verfolger auszumanövrieren und ihnen zu entkommen – am Ende waren zweihundert Soldaten der französischen Armee tot oder in Gefangenschaft geraten, vierhundert mussten wegen Erschöpfung ins Lazarett, und mehr als tausend desertierten (darunter Deutsche und Italiener).
Am 7. Januar 1812 erlitten die Verbände von El Empecinado vor Sigüenza eine Niederlage gegen die Franzosen, als er seine Truppen erstmals wie in einer konventionellen Schlacht einsetzte.
Am 12. August 1813 besetzten britische Truppen unter Wellington Madrid und rückten bis zum Oktober bis an die französische Grenze vor. Im März 1814 kehrte Ferdinand VII. auf Grundlage des Vertrags von Valençay nach Spanien zurück.
Rückblickend kann der Guerillakrieg als wichtigste Ursache für die französische Niederlage auf der Iberischen Halbinsel angesehen werden.
Am 9. Oktober 1814 erhielt Juan Martín Díez von Ferdinand VII. das Privileg, offizielle Dokumente mit dem Titel „El Empecinado“ unterzeichnen zu dürfen. Vier Tage später wurde er zum Mariscal de campo befördert, was heute einem Divisionsgeneral entspricht. Díez’ Verdienste hinderten König Ferdinand jedoch nicht daran, ihn nach der Wiederherstellung seiner eigenen Herrschaft nach Valladolid zu verbannen. Díez war nämlich kein Monarchist, sondern ein überzeugter Liberaler und ein Anhänger der Verfassung von Cádiz von 1812. Am 1. Januar 1820 schloss sich Díez dem Aufstand von Rafael del Riego an mit dem Ziel, diese Verfassung wiederherzustellen. Während des Trienio Liberal war Díez Militärgouverneur von Zamora.
Nach der Französischen Invasion in Spanien und der Wiederherstellung der absolutistischen Macht Ferdinands VII. floh Díez zunächst nach Portugal. Nachdem der König ihm seine Sicherheit garantiert hatte, kehrte er nach Spanien zurück, wurde jedoch trotz Ferdinands Zusagen am 22. November 1823 bei Olmos in der Campo de Peñafiel verhaftet und mit seinen Begleitern nach Roa gebracht. Dort wurden sie in einem Käfig öffentlich zur Schau gestellt. Am 20. April 1825 wurde Díez zum Tode verurteilt und am 19. August 1825 (nach anderen Quellen am 20. August) auf dem Marktplatz von Roa gehängt, nachdem er auf dem Weg zum Galgen noch einen Fluchtversuch unternommen hatte.
1843 (nach anderen Quellen 1855) wurde sein Leichnam nach Burgos überführt und dort mit militärischen Ehren beigesetzt. 1851 wurde in Burgos ein Mausoleum für ihn erbaut (Standort).

## Ehrungen

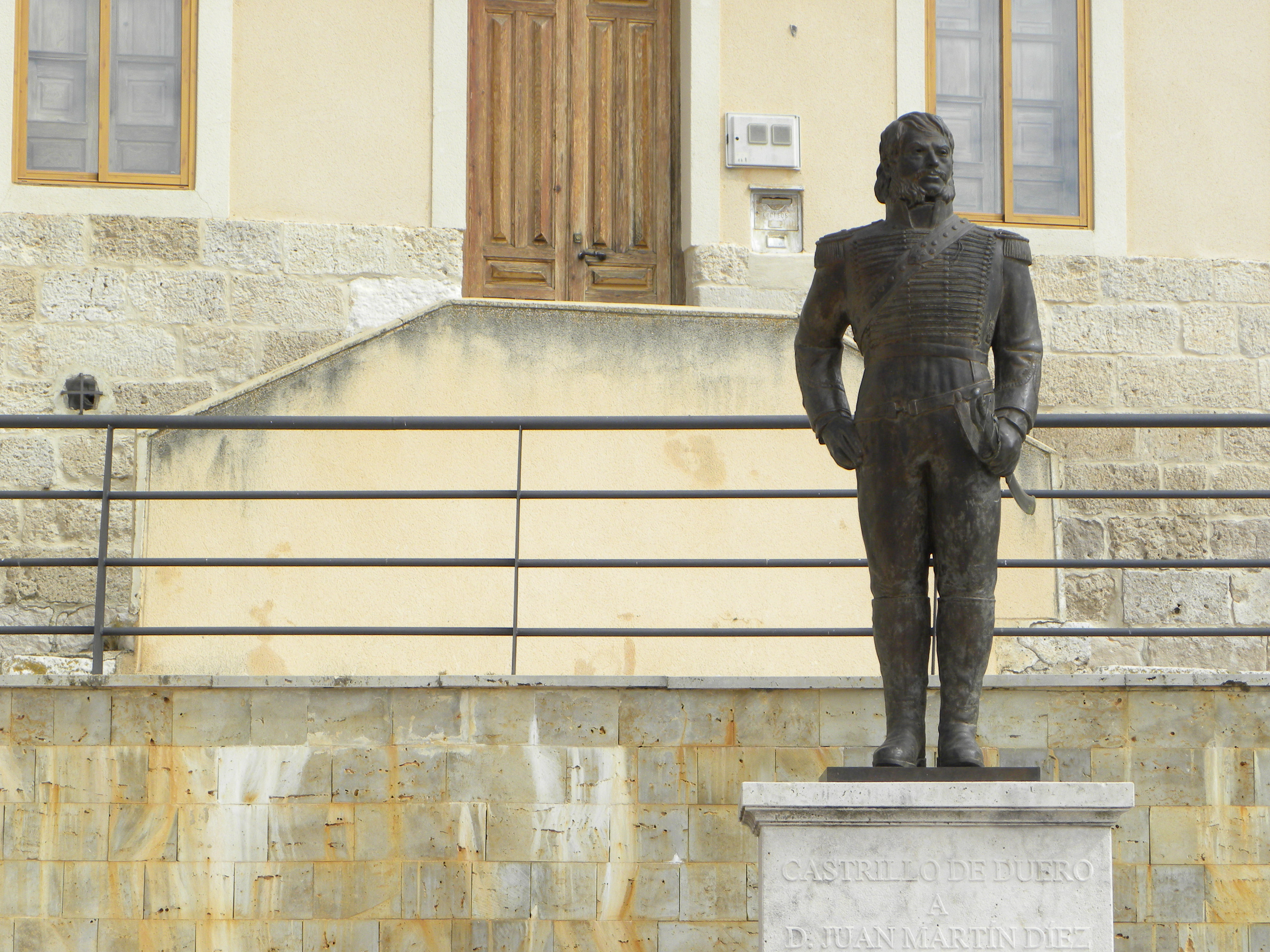
Denkmal für El Empecinado in Castrillo de Duero

- In Castrillo de Duero wurde die Straße, in der sich sein Geburtshaus befindet (Standort), nach El Empecinado benannt. Auf der Plaza de la Constitución steht dort eine Bronzestatue von Díez (Standort).[9] Dort findet jährlich an seinem Geburtstag eine Gedenkfeier statt.[9] Auch seine Hochzeit wird in Castrillo de Duero regelmäßig nachgespielt.[10] Außerdem gibt es dort seit 2007 ein Museum über El Empecinado.[11]
- In Alcalá de Henares wurde ebenfalls eine Straße nach El Empecinado benannt und auf einem kleinen Platz in dieser Straße ein von Carlo Nicoli gestaltetes Denkmal für ihn errichtet (Standort).
- Auch in seinem Sterbeort Roa wurde eine Straße nach El Empecinado benannt (Standort) sowie 1993 ein Denkmal für ihn errichtet (Standort). Außerdem wird dort jedes Jahr an seinem Todestag eine Gedenkfeier abgehalten.[4][12]
- In Burgos wurde eine Grünanlage (Standort), die in ihren Ursprüngen auf einen Klostergarten aus dem 17. Jahrhundert zurückgeht, im 19. Jahrhundert in Paseo del Empecinado (dt. Empecinado-Promenade) umbenannt.[13] Auch eine parallel dazu verlaufende Straße heißt so.
- Weitere nach El Empecinado benannte Straßen findet man in Madrid (Standort), Valladolid (Standort), Peñafiel (Standort), Móstoles (Standort), in Telde auf Gran Canaria (Standort) sowie in der spanischen Enklave Melilla in Nordafrika (Standort).
- In Aranda de Duero befindet sich die Mittelschule (Instituto de Educación Secundaria) Instituto Juan Martin El Empecinado.[14]
- In Alcalá de Henares wurde eine Einrichtung für Berufsausbildung und Arbeitseingliederung (Unidad de Formación e Inserción Laboral / UFIL, entspricht etwa einem deutschen Berufsbildungswerk) nach El Empecinado benannt.[15]
- In Santovenia de Pisuerga befindet sich eine Militärbasis namens El Empecinado.[16] Das Wappen der Einheit, die für den Betrieb der Basis zuständig ist, enthält verschiedene Figuren, die auf das Leben von Juan Martín Díez Bezug nehmen.[17]

## Künstlerische Rezeption

### Belletristik (Auswahl)
- Benito Pérez Galdós machte Juan Martín Díez zur Hauptfigur einer seiner Episodios nacionales mit dem Titel Juan Martín El Empecinado
- Die irische Schriftstellerin Alicia Le Fanu verfasste das dreibändige Werk Don Juan De Las Sierras, or, El Empecinado: A Romance (Newman & Co., London 1823)
- El Empecinado hat auch einen Auftritt in E. T. A. Hoffmanns Erzählung Der Zusammenhang der Dinge aus der Sammlung Die Serapionsbrüder (Achter Abschnitt)[18]

### Film
- 1930 entstand unter der Regie von José Buchs der Film El empecinado mit Barón de Kardy (Julio Rodríguez) in der Titelrolle
- In der sechsteiligen spanischen Fernsehserie Los Desastres de la Guerra von 1983 ist Juan Martín Díez eine der Hauptfiguren, er wird dabei von Sancho Gracia dargestellt.